# Persone di nome Carla
| Questa pagina contiene informazioni ricavate automaticamente dalle voci biografiche con l'ausilio del template Bio e di un bot. L'aggiornamento è periodico e automatico e ricostruisce completamente la pagina. Se manca una persona in questa lista, sei pregato di non aggiungerla, ma accertati piuttosto che la sua voce biografica contenga il template Bio e che i dati anagrafici siano correttamente compilati. Se il template Bio manca, inseriscilo tu stesso o, in alternativa, metti l'avviso {{tmp\|Bio}} che ne segnala la mancanza. Se i dati riportati sono sbagliati, correggi direttamente la voce biografica; le modifiche saranno visibili in questa lista entro pochi giorni. Per chiarimenti vedi il progetto antroponimi. La lista contiene solo le 159 persone che sono citate nell'enciclopedia e per le quali è stato implementato correttamente il template Bio. Pagina aggiornata al 6 ago 2025. |

Questa è una lista di persone presenti nell'enciclopedia che hanno il nome Carla, suddivise per attività principale.

## Antropologhe(1)
- Carla Rocchi, antropologa e politica italiana (Roma, n. 1942)

## Artiste(1)
- Carla Tolomeo, artista, pittrice e scultrice italiana (Pinerolo, n. 1941)

## Artiste marziali miste(1)
- Carla Esparza, artista marziale mista statunitense (Torrance, n. 1987)

## Attiviste(2)
- Carla Corso, attivista e scrittrice italiana (Verona, n. 1946)
- Carla Lonzi, attivista, saggista e critica d'arte italiana (Firenze, n. 1931 - Milano, † 1982)

## Attrici(36)
- Carla Abellana, attrice filippina (Manila, n. 1986)
- Carla Antonelli, attrice e politica spagnola (Güímar, n. 1959)
- Carla Astolfi, attrice italiana (Bologna, n. 1931 - Bologna, † 2017)
- Carla Bartheel, attrice e fotografa tedesca (Świętochłowice, n. 1902 - Berlino, † 1983)
- Carla Bizzarri, attrice italiana (Roma, n. 1920 - Roma, † 2016)
- Carla Brait, attrice, ballerina e showgirl italiana (Roma, n. 1950)
- Carla Buttarazzi, attrice italiana (Roma, n. 1981)
- Carla Calò, attrice italiana (Palermo, n. 1926 - Forano, † 2019)
- Carla Campra, attrice e modella spagnola (Barcellona, n. 1999)
- Carla Candiani, attrice italiana (Legnano, n. 1916 - Anagni, † 2005)
- Carla Cassola, attrice e doppiatrice italiana (Taormina, n. 1947 - Roma, † 2022)
- Carla Chiarelli, attrice italiana (Milano)
- Carla Comaschi, attrice e doppiatrice italiana (Bologna, n. 1937)
- Carla Del Poggio, attrice italiana (Napoli, n. 1925 - Roma, † 2010)
- Carla Díaz, attrice, ballerina e modella spagnola (Madrid, n. 1998)
- Carla Gallo, attrice e modella statunitense (Brooklyn, n. 1975)
- Carla Gravina, attrice e politica italiana (Gemona del Friuli, n. 1941)
- Carla Gugino, attrice e ex modella statunitense (Sarasota, n. 1971)
- Carla Jimenez, attrice statunitense (Westwood, n. 1974)
- Carla Juri, attrice svizzera (Locarno, n. 1985)
- Carla Kneeland, attrice statunitense (Mary Esther, n. 1968)
- Carla Laemmle, attrice statunitense (Chicago, n. 1909 - Los Angeles, † 2014)
- Carla Macelloni, attrice italiana (Milano, n. 1937 - Grottaferrata, † 2015)
- Carla Mancini, attrice italiana (Roma, n. 1950)
- Carla Monti, attrice italiana (Milano, n. 1932 - Milano, † 2009)
- Carla Pandolfi, attrice argentina (Leones, n. 1982)
- Carla Peterson, attrice e regista teatrale argentina (Córdoba, n. 1974)
- Carla Quevedo, attrice argentina (Buenos Aires, n. 1988)
- Calu Rivero, attrice e modella argentina (Recreo, n. 1987)
- Carla Romanelli, attrice italiana (Arezzo, n. 1949)
- Carla Sehn, attrice svedese (Stoccolma, n. 1994)
- Carla Signoris, attrice, comica e conduttrice televisiva italiana (Genova, n. 1960)
- Carla Solaro, attrice italiana (Aosta, n. 1963)
- Carla Sveva, attrice italiana
- Carla Tatò, attrice italiana (Roma, n. 1947)
- Carla Woodcock, attrice britannica (Wheldrake, n. 1998)

## Avvocate(1)
- Carla Meninsky, avvocata statunitense

## Bibliotecarie(1)
- Carla Guiducci Bonanni, bibliotecaria italiana (Firenze, n. 1929 - Firenze, † 2013)

## Calciatrici(3)
- Carla Brunozzi, ex calciatrice e ex giocatrice di calcio a 5 italiana (Teramo, n. 1976)
- Carla Couto, ex calciatrice portoghese (Lisbona, n. 1974)
- Carla Overbeck, ex calciatrice statunitense (Pasadena, n. 1968)

## Cantanti(6)
- Carlastella, cantante italiana (Frascati, n. 1922 - Milano, † 1998)
- Carla Boni, cantante italiana (Ferrara, n. 1925 - Roma, † 2009)
- Carlotta, cantante italiana (Roma, n. 1975)
- Carla, cantante francese (Graveson, n. 2003)
- Carla Lazzari, cantante francese (Nizza, n. 2005)
- Carla Medina, cantante e chitarrista messicana (Monterrey, n. 1984)

## Cantautrici(6)
- Alice, cantautrice, pianista e compositrice italiana (Forlì, n. 1954)
- Carla Bozulich, cantautrice e musicista statunitense (New York, n. 1965)
- Carla Bruni, cantautrice, attrice e supermodella italiana (Torino, n. 1967)
- Carla Cocco, cantautrice italiana (Carbonia, n. 1978)
- Carmen Consoli, cantautrice e polistrumentista italiana (Catania, n. 1974)
- Carla Morrison, cantautrice e compositrice messicana (Bassa California, n. 1986)

## Cestiste(10)
- Carla Bono, ex cestista italiana
- Carla Boyd, ex cestista australiana (Wynyard, n. 1975)
- Carla Cortijo, ex cestista portoricana (San Juan, n. 1987)
- Carla Formaggio, ex cestista italiana (n. 1930)
- Carla Guidi, cestista italiana (Legnano, n. 1920)
- Carla Leite, cestista francese (Poissy, n. 2004)
- Carla de Liefde, cestista olandese (Oud-Beijerland, n. 1950 - Oud-Beijerland, † 2006)
- Carla Lowry, cestista, allenatrice di pallacanestro e dirigente sportiva statunitense (Forest, n. 1939 - Georgetown, † 2015)
- Carla McGhee, ex cestista, allenatrice di pallacanestro e dirigente sportivo statunitense (Peoria, n. 1968)
- Carla Thomas, ex cestista statunitense (Mechanicsburg, n. 1985)

## Compositrici(1)
- Carla Bley, compositrice, pianista e organista statunitense (Oakland, n. 1936 - Willow, † 2023)

## Conduttrici televisive(2)
- Carla Gozzi, conduttrice televisiva, stilista e blogger italiana (Modena, n. 1962)
- Carla Maria Puccini, conduttrice televisiva e attrice italiana (Gondar, n. 1941)

## Critiche letterarie(1)
- Carla Benedetti, critica letteraria, italianista e saggista italiana (n. 1952)

## Culturiste(1)
- Carla Dunlap, ex culturista statunitense (Newark, n. 1954)

## Danzatrici(2)
- Carla Fracci, ballerina italiana (Milano, n. 1936 - Milano, † 2021)
- Carla Strauss, danzatrice e coreografa italiana (Milano, n. 1907 - Milano, † 1997)

## Economiste(2)
- Carla Barnett, economista e politica beliziana (Belize, n. 1958)
- Carla Rabitti, economista e giurista italiana (Modena, n. 1939)

## Farmaciste(1)
- Carla Cestari, farmacista italiana (Concordia sulla Secchia, n. 1948)

## Fotografe(2)
- Carla Cerati, fotografa e scrittrice italiana (Bergamo, n. 1926 - Milano, † 2016)
- Carla De Benedetti, fotografa italiana (Milano, n. 1932 - Sarasota, † 2013)

## Ginnaste(2)
- Clara Marangoni, ginnasta italiana (Pavia, n. 1915 - Pavia, † 2018)
- Carla Wieser, ex ginnasta italiana (Merano, n. 1961)

## Giocatrici di curling(2)
- Carla Alverà, giocatrice di curling italiana (Pieve di Cadore, n. 1964)
- Carla Zandegiacomo, ex giocatrice di curling italiana (Auronzo di Cadore)

## Giocatrici di football americano(1)
- Carla Blanca Lasheras, giocatrice di football americano spagnola

## Giornaliste(6)
- Carla Mazzuca Poggiolini, giornalista e politica italiana (Roma, n. 1943)
- Carla Menaldo, giornalista e scrittrice italiana (Padova, n. 1966)
- Carla Ravaioli, giornalista, saggista e politica italiana (Rimini, n. 1923 - Roma, † 2014)
- Carla Romano, giornalista britannica (Glasgow, n. 1969)
- Carla Urban, giornalista, conduttrice televisiva e autrice televisiva italiana (Brunico, n. 1951)
- Carla Voltolina, giornalista e partigiana italiana (Torino, n. 1921 - Roma, † 2005)

## Hockeiste su ghiaccio(1)
- Carla MacLeod, ex hockeista su ghiaccio e allenatrice di hockey su ghiaccio canadese (Spruce Grove, n. 1982)

## Hockeiste su prato(1)
- Carla Rebecchi, ex hockeista su prato argentina (Buenos Aires, n. 1984)

## Imprenditrici(2)
- Carla Fendi, imprenditrice, stilista e filantropa italiana (Roma, n. 1937 - Roma, † 2017)
- Carla Sands, imprenditrice statunitense (Mechanicsburg, n. 1960)

## Insegnanti(1)
- Carla Melazzini, insegnante italiana (Sondrio, n. 1944 - Napoli, † 2009)

## Linguiste(1)
- Carla Bazzanella, linguista italiana (Torino, n. 1947 - † 2022)

## Magistrati(1)
- Carla Del Ponte, magistrato svizzero (Bignasco, n. 1947)

## Mezzofondiste(1)
- Carla Sacramento, ex mezzofondista portoghese (São Sebastião da Pedreira, n. 1971)

## Mezzosoprani(1)
- Carla Henius, mezzosoprano e contralto tedesco (Mannheim, n. 1919 - Murnau am Staffelsee, † 2002)

## Modelle(1)
- Carla Tricoli, modella portoricana (Vieques, n. 1982)

## Montatrici(2)
- Carla Colombo, montatrice italiana (n. 1931 - Monza, † 2023)
- Carla Simoncelli, montatrice italiana (Roma, † 2021)

## Musiciste(1)
- Carla Thomas, musicista statunitense (Memphis, n. 1942)

## Nuotatrici(2)
- Carla Geurts, ex nuotatrice olandese (Geldrop-Mierlo, n. 1971)
- Carla Lasi, ex nuotatrice italiana (Riolo Terme, n. 1965)

## Ostacoliste(3)
- Carla Barbarino, ex ostacolista e velocista italiana (Lodi, n. 1967)
- Carla Panerai, ex ostacolista italiana (Firenze, n. 1947)
- Carla Tuzzi, ex ostacolista italiana (Frascati, n. 1967)

## Pallavoliste(1)
- Carla Rossetto, pallavolista italiana (San Donà di Piave, n. 1984)

## Paroliere(1)
- Carla Vistarini, paroliera, sceneggiatrice e scrittrice italiana (Roma, n. 1948)

## Partigiane(3)
- Carla Angelini, partigiana italiana (Roma, n. 1923 - Roma, † 1995)
- Carla Capponi, partigiana e politica italiana (Roma, n. 1918 - Zagarolo, † 2000)
- Carla Liliana Martini, partigiana italiana (Boara Polesine, n. 1926 - † 2017)

## Personalità religiose(1)
- Carla Ronci, personalità religiosa italiana (Rimini, n. 1936 - Rimini, † 1970)

## Pittrici(4)
- Carla Accardi, pittrice italiana (Trapani, n. 1924 - Roma, † 2014)
- Carla Badiali, pittrice italiana (Novedrate, n. 1907 - Como, † 1992)
- Carla Celesia di Vegliasco, pittrice italiana (Firenze, n. 1868 - Collesalvetti, † 1939)
- Carla Prina, pittrice italiana (Como, n. 1911 - La Douvaz, † 2008)

## Politiche(11)
- Carla Anderson Hills, politica statunitense (Los Angeles, n. 1934)
- Carla Barbarella, politica italiana (Magione, n. 1940)
- Carla Cantone, politica italiana (Zinasco, n. 1947)
- Carla Castellani, politica italiana (Rieti, n. 1944)
- Carla Giuliano, politica italiana (San Severo, n. 1983)
- Carla Lockhart, politica britannica (Aughnacloy, n. 1985)
- Carla Federica Nespolo, politica italiana (Novara, n. 1943 - Alessandria, † 2020)
- Carla Ruocco, politica italiana (Napoli, n. 1973)
- Carla Spagnuolo, politica italiana (Torino, n. 1945 - Torino, † 2017)
- Carla Stampacchia, politica italiana (Roma, n. 1930 - † 2014)
- Carla Zambelli, politica brasiliana (Ribeirão Preto, n. 1980)

## Registe(4)
- Carla Camurati, regista cinematografica, attrice e regista teatrale brasiliana (Rio de Janeiro, n. 1960)
- Carla Ragionieri, regista, pianista e attrice italiana (Firenze, n. 1917 - Milano, † 2007)
- Carla Simón, regista e sceneggiatrice spagnola (Barcellona, n. 1986)
- Carla Valencia Dávila, regista, sceneggiatrice e montatrice ecuadoriana (Quito, n. 1975)

## Rugbiste a 15(1)
- Carla Hohepa, rugbista a 15 neozelandese (Te Awamutu, n. 1985)

## Saggiste(1)
- Carla De Bellis, saggista e poetessa italiana (Arpino, n. 1948)

## Sceneggiatrici(2)
- Carla Apuzzo, sceneggiatrice e regista italiana (Napoli, n. 1951)
- Carla Cipriani, sceneggiatrice italiana (Verona, n. 1930 - Merano, † 2006)

## Schermitrici(1)
- Cecilia Esteva, ex schermitrice messicana

## Sciatrici alpine(1)
- Carla Marchelli, ex sciatrice alpina italiana (Genova, n. 1935)

## Scrittrici(6)
- Carla Galvan, scrittrice, traduttrice e filantropa italiana (Vicenza, n. 1952)
- Carla Porta Musa, scrittrice, saggista e poetessa italiana (Como, n. 1902 - Como, † 2012)
- Carla Parsi-Bastogi, scrittrice italiana (Torino, n. 1904 - † 1986)
- Carla Maria Russo, scrittrice italiana (Campobasso, n. 1950)
- Carla Vangelista, scrittrice, sceneggiatrice e traduttrice italiana (Roma, n. 1954 - Roma, † 2023)
- Carla Vasio, scrittrice e poetessa italiana (Venezia, n. 1923)

## Scultrici(1)
- Carla Lavatelli, scultrice italiana (Roma, n. 1921 - Camaiore, † 2006)

## Sociologhe(1)
- Carla Collicelli, sociologa italiana (Roma, n. 1949)

## Soprani(3)
- Carla Castellani, soprano italiano (Milano, n. 1906 - Milano, † 2005)
- Carla Gavazzi, soprano italiano (Bergamo, n. 1913 - Milano, † 2008)
- Carla Maria Izzo, soprano italiano (n. 1972)

## Stiliste(1)
- Carla Zampatti, stilista e imprenditrice italiana (Lovero, n. 1942 - Sydney, † 2021)

## Storiche dell'arte(1)
- Carla Longeri, storica dell'arte italiana (Carpaneto Piacentino, n. 1960 - Pavia, † 2007)

## Tenniste(1)
- Carla Suárez Navarro, ex tennista spagnola (Las Palmas de Gran Canaria, n. 1988)

## Triatlete(1)
- Carla Garbarino, triatleta italiana (Genova, n. 1961)

## Velociste(2)
- Carla Bodendorf, ex velocista tedesca (Eilsleben, n. 1953)
- Carla Tozzi, ex velocista italiana (Torino, n. 1956)

## Wrestler(1)
- Roxanne Perez, wrestler statunitense (Laredo, n. 2001)

## Senza attività specificata(1)
- Carla Tagliaferri, architetta e pittrice italiana (Verona, n. 1933)